# 萧红故居
萧红故居是中国左翼女作家萧红幼年生活所在地。位于黑龙江省哈尔滨市。原面积为7125平方米，分为东西两个院落。两院共有房舍30间，其中东院八间为当年萧家自己使用，而西院则是张家库房和佃户居住的地方。故居里也有萧红小说中所提及的后花园，即萧红故居东院后的一近2000平方米的菜园。就是在这里，被誉为“中国最有前途的女作家”的萧红女士渡过了她那快乐且又充满故事的童年。

## 历史
故居始建于1908年，为传统八旗式住宅，青砖青瓦，土木建造。现院内展有萧红及其祖母用过的部分物品、萧红生前的照片、中外名人留影、题词、诗作、信函等。另有一座2米高的萧红塑像，这座塑像右手托腮，两眼注视前方，若有所思，形似神似。
萧红故居，不仅吸引了国内的作家文人，也令世界瞩目。美国、加拿大、俄罗斯、日本等各国文化名人和各界人士，纷纷前往参观。故居的几个展室的墙壁上，挂满了中外文人学者的墨宝。萧红故居自1985年对外开放以来，十年多来，已接纳了来自全球20多个国家的近百万游客。